# Tscheremchowo
Tscheremchowo (russisch Черемхово) ist eine Stadt in der Oblast Irkutsk in Russland mit 52.647 Einwohnern (Stand 14. Oktober 2010).

## Geographie
Die Stadt liegt in den nördlichen Vorbergen des Ostsajan, etwa 15 Kilometer vom linken Ufer der Angara und 130 Kilometer in nordwestlicher Richtung von der Oblasthauptstadt Irkutsk entfernt.
Tscheremchowo ist Verwaltungszentrum des gleichnamigen Rajons Tscheremchowo.

## Geschichte
Tscheremchowo wurde 1772 als Dorf und Poststation am Moskauer Trakt gegründet. Der Name bezieht sich auf den hier fließenden Bach Tscheremchowka (auch Tscheremschana), der wiederum von russischen tscherjomucha für Traubenkirsche abgeleitet ist.
Ende des 19. Jahrhunderts wurde die Transsibirische Eisenbahn durch den Ort geführt. In dieser Zeit wurde auch mit der Ausbeutung der hier entdeckten Steinkohlevorkommen begonnen; 1896 nahm der erste Schacht den Betrieb auf, 1906 waren es in der Umgebung bereits 89. 1917 erhielt Tscheremchowo die Stadtrechte.
Blütezeit des Kohlebergbaus, inzwischen auch in Tagebauen, und damit der Stadt war die Mitte des 20. Jahrhunderts. In dieser Zeit hatte Tscheremchowo als Wirtschaftszentrum des Irkutsker Kohlebeckens weit über 100.000 Einwohner.
Die Lage an Trakt und Eisenbahn (Werstsäule), Traubenkirsche und Steinkohle sind im Stadtwappen dargestellt.

### Bevölkerungsentwicklung
| Jahr | Einwohner |
| ---- | --------- |
| 1897 | 2.000     |
| 1926 | 14.500    |
| 1939 | 65.574    |
| 1959 | 122.833   |
| 1970 | 98.667    |
| 1979 | 76.696    |
| 1989 | 73.636    |
| 2002 | 60.107    |
| 2010 | 52.647    |

Anmerkung: Volkszählungsdaten (bis 1926 gerundet)

## Wirtschaft und Infrastruktur
Wichtigster Wirtschaftszweig ist immer noch die Steinkohleförderung. Daneben gibt es Betriebe des Maschinenbaus, der holzverarbeitenden, Leicht- und Lebensmittelindustrie.
Tscheremchowo ist eine Station an der Transsibirischen Eisenbahn (Streckenkilometer 5054 ab Moskau), von der hier eine 20 Kilometer lange Güterstrecke nach Swirsk (Station Makarjewo) an der Angara abzweigt.
Die Fernstraße M53 von Nowosibirsk über Krasnojarsk nach Irkutsk, Teil der transsibirischen Straßenverbindung, führt etwa 10 Kilometer südöstlich der Stadt vorbei.

## Söhne und Töchter der Stadt
- Alexander Poleschtschuk (* 1953), Kosmonaut
- Sergei Tschemesow (* 1952), Manager